# Torneio Pentagonal de Verão
O Torneio Verão da Argentina é um competição de futebol, de caráter amistoso, disputado na Argentina, preferencialmente nas cidades de Mar del Plata, Mendoza e Salta e no mês de janeiro.

## Clubes participantes
Trata-se de uma disputa amistosa de verão, que reúne os chamados cinco "grandes" do futebol argentino: Boca Juniors, River Plate, San Lorenzo de Almagro, Independiente e Racing Club, nos últimos anos o Estudiantes de La Plata vem sendo convidado para disputar o torneio. A competição tem a transmissão ao vivo da Fox Sports com exclusividadade para a Argentina, Paraguai, Uruguai e toda a América Latina, inclusive o Brasil pela mesma emissora.
A última edição do torneio reunindo os cinco grandes disputando jogos na mesma cidade foi em 2009. Em janeiro 2010 ocorreram dois torneios distintos, um em Mar del Plata denominado Copa Ciudad Mar del Plata que reunia Boca Juniors, San Lorenzo de Almagro e Estudiantes de La Plata e no mesmo período ocorreu outro torneio na cidade de Salta, apelidado de Copa de Oro, que tinha o River Plate, Racing Club e Independiente como participantes. Em 2011 e 2012 também ocorreram dois torneios nos mesmos moldes da edição de 2010.
Em 2013, o Torneio de Verão reuniu o Boca, o River, o Independiente e o Racing, disputando partidas em Mar del Plata, no Estádio José María Minella, todos pelo mesmo grupo, sendo vencido pelo Racing de maneira invicta (duas vitórias e um empate).
Em 2014, foram disputados dois torneios em Mar del Plata, um sendo o Torneo de Verano de Mar del Plata, que teve o Estudiantes de La Plata como campeão, além das participações de Boca Juniors e River Plate e o outro torneio foi a Copa Ciudad Mar del Plata que reuniu o Racing Club, sendo este o campeão com duas vitórias, o Independiente e Newell's Old Boys.

## Campeões do Torneio Pentagonal de Verão
O torneio iniciou em 2001 e teve os seguintes campeões:
- 2001: Boca Juniors
- 2002: não houve disputa
- 2003: Boca Juniors
- 2004: San Lorenzo de Almagro
- 2005: San Lorenzo de Almagro
- 2006: Boca Juniors
- 2007: River Plate
- 2008: River Plate
- 2009: Boca Juniors
- 2013: Racing Club
- 2014: Estudiantes de La Plata e Racing Club
- 2015: River Plate e Racing Club
- 2017: Racing Club